# Коле Гранде (Кјети)
Коле Гранде (итал. Colle Grande) је насеље у Италији у округу Кјети, региону Абруцо.
Према процени из 2011. у насељу је живело 154 становника. Насеље се налази на надморској висини од 471 м.